# Eva Strøm Aastorp
Eva Strøm Aastorp, född 14 september 1920 i Kristiania (nuvarande Oslo), död där 18 januari 2003, var en norsk skådespelare.
Strøm Aastorp scendebuterade 1941 vid Det norske teatret och verkade där under 1940- och 1950-talen. Hon var även engagerad vid Folketeatret. Hon gjorde sig bemärkt i roller som Sigrid i Christophoros, Elisabetta i Dronning og rebell, Viola i Helligtrekongersaften och titelrollen i Annie Get Your Gun. Hon filmdebuterade 1944 i Vigdis och hade huvudroller i filmerna Dit vindarna bär (1948) och Ektemann alene (1956).

## Filmografi
- 1944 – Vigdis
- 1945 – Det var en gång...
- 1948 – Dit vindarna bär
- 1949 – Aldri mer!
- 1951 – Storfolk og småfolk
- 1955 – Hjem går vi ikke
- 1956 – Ektemann alene